# Itibar Khan
Itibar Khan (vers 1640-1623) fou un governador i noble d'alt rang sota Jahangir. Era un eunuc al servei d'un noble d'alt rang a la cort d'Akbar el Gran i a la seva mort va entrar al servei de l'emperador que al néixer el príncep Selim el 1569 el va nomenar administrador (nazir) de la casa del príncep (que fou el futur Jahangir). Quan el seu senyor va pujar al tron li va donar el districte de Gwalior en jagir (1617) i va ascendir per dues vegades en el seu rang; el 1622 fou nomenat governador d'Agra, la capital, rebent al mateix temps el títol de Mumtaz Khan. Va servir molts anys lleialment Jahangir i va morir amb més de 80 anys el 1623/1624.